# صيفرية متنابتة
صيفرية متنابتة (الاسم العلمي: Flavobacterium endophyticum) هي نوع من البكتيريا، سلبية الغرام، تتبع جنس صيفرية.